# Bullussa-rabi

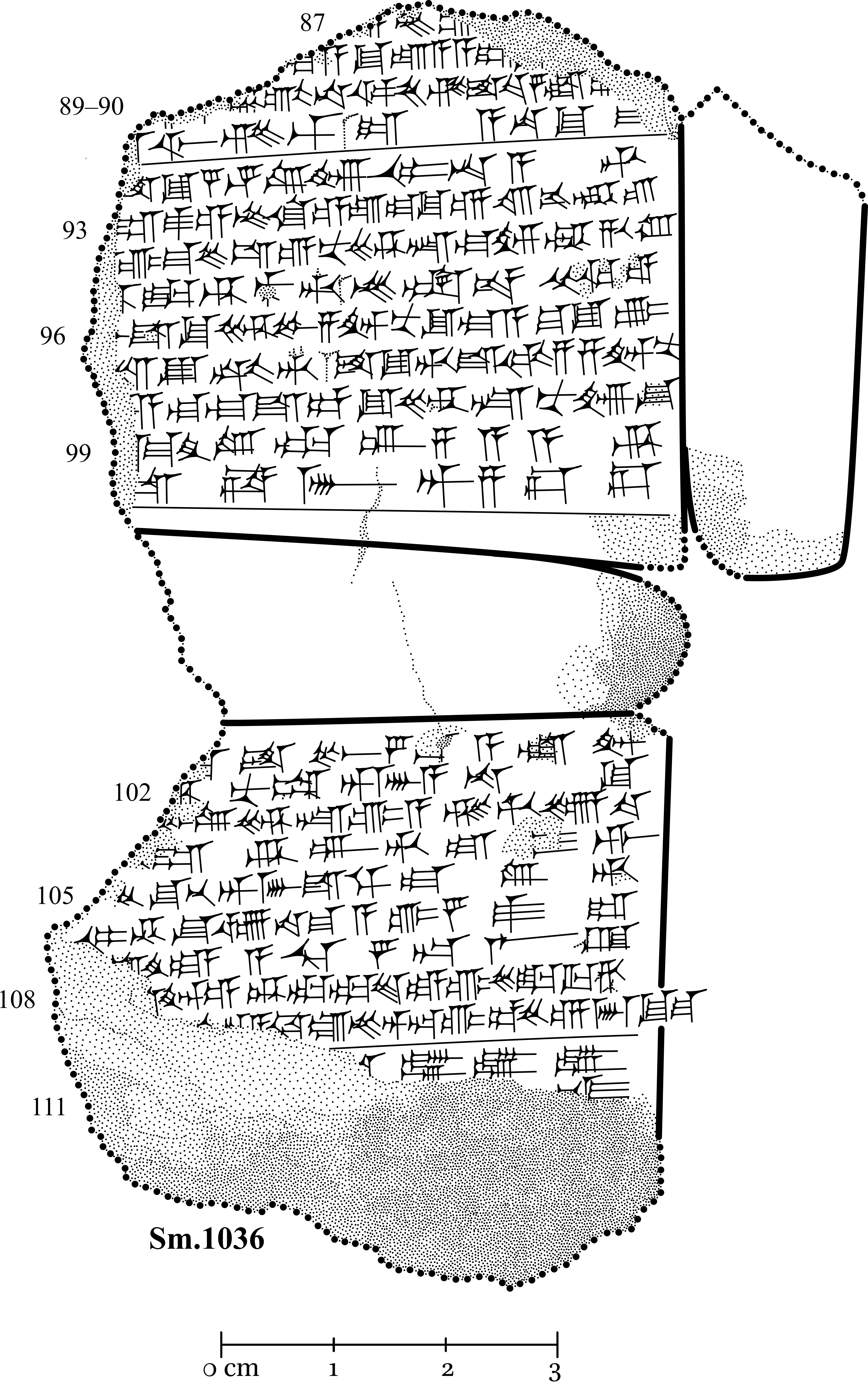
Kopie eines Manuskripts der
Gula-Hymne von Bullussa-rabi
(Zsombor Földi)

Bullussa-rabi war eine altmesopotamische Autorin religiöser Texte vom Ende des 14. Jahrhunderts v. Chr.

## Bedeutung
Bullussa-rabi schrieb einen in Mesopotamien sehr bekannten Hymnus zu Ehren der Göttin der Heilkunst Gula. Der Text entstand vermutlich in der Zeit des Königs Nazi-Maruttaš (1307–1282 v. Chr.) um 1300 v. Chr. in Nippur, wo der amerikanische Archäologe McGuire Gibson 1972 ein bedeutendes Gula-Heiligtum ausgrub. Der Hymnus ist nicht im Original erhalten, er wurde durch Abschriften überliefert, die in der Bibliothek des assyrischen Königs Aššur-bāni-apli (668–631 v. Chr.) in Ninive aufbewahrt wurden.
Die Hymne war berühmt, da sie an Schulen zum  Erlernen der Keilschrift eingesetzt wurde. In insgesamt 10 Strophen werden die Göttin Gula und ihr Gatte, der Wasser- und Kriegsgott Ninurta gerühmt.

Die Göttin, die fähigste unter allen Göttern, die Heiligtümer bewohnen:

Ich bin die Fürstin, Herrin, bin herrlich und erhaben,

ich bin hoch an Stellung, bin weiblich, besitze Würde!

Ich bin herausragend unter den Göttinnen!

Am Himmel ist mein Stern, auf Erden mein Name groß!

## Wissenschaftliche Diskussion
Der Autorenname Bullussa-rabi steht am Ende des Hymnus, allerdings ohne das Keilschriftsymbol, welches das natürliche Geschlecht (Sexus) einer Person im Namen kennzeichnet. Zur Zeit der Abschriften in der Bibliothek  Aššur-bāni-aplis wurden jedoch alle Autorennamen als männlich gekennzeichnet und es wurde selbstverständlich davon ausgegangen, dass auch 700 Jahre ältere Texte ohne Kennzeichnung Männern zuzuordnen seien.
Ein Team um Enrique Jiménez, Professor am Institut für Assyriologie und Hethitologie der LMU in München, und seinen Mitarbeiter Zsombor Földi stellte bei computergestützten Analysen („Electronic Babylonian Literature“) fest, dass der Name Bullussa-rabi in Texten um das Jahr 1300 v. Chr. ausschließlich Frauen zuzuordnen ist. Daraus schlossen die Wissenschaftler, dass als Autor des Gula-Hymnus ebenfalls eine Frau zu gelten hat.
Eine ähnliche Entwicklung hatte es auch bezüglich En-hedu-anna gegeben, die als Verfasserin von Hymnen an die babylonische Liebesgöttin Inanna/Ischtar um 2200 v. Chr. erst mit Verzögerung als  Tochter von Sargon von Akkad identifiziert wurde und heute als älteste Autorin der Literaturgeschichte gilt.